# 데일 이브
데일 도날드 이브 (Dale Donald Eve, 1995년 2월 9일, 버뮤다 펨 브로크 교구 ~ )는 버뮤다의 축구 선수로, 포지션은 골키퍼이며, 현재 잉글랜드의 스토크 시티에서 활약하고 있다.